# Latanoproszt
A latanoproszt zöldhályog elleni szemcsepp. A kezelés elején csökkenti a szemnyomást, ami normalizálódik a terápia folytatása során. Nyílt zúgú és normál szemnyomású glaukóma ellen egyaránt hatásos.
Adagolás: napi egy szemcsepp, célszerűen este. A hatás 24 órán át fennmarad. Ennél nagyobb mennyiség nem csökkenti tovább a szemnyomást, viszont a szem receptorainak érzéketlenné válását okozhatja.
A latanoprosztot dr. Carl B. Camras és tudományos tanácsadója, dr. Z. Bitó László fejlesztette ki a Columbia Egyetemen 1996-ban.

## Mellékhatások, ellenjavallatok
A szert a betegek a legtöbb esetben jól tolerálják.
Két érdekes és 10%-nál gyakoribb mellékhatása van. Egyrészt sötétíti a szem szivárványhártyáját a zöldes vagy zöldeskék pigmentek barnára változtatásával. A vizsgálatok szerint ez nem károsítja a szemet.
A másik érdekes mellékhatása a szempillák növekedése, sűrűsödése és sötétülése, „seprűszerűvé válása”. Eziránt a kozmetikai ipar is érdeklődik egy esetleges női hajhullás elleni szer kifejlesztése érdekében.
További mellékhatások: égő, szúró, viszkető érzés a szemben, vörös és könnyező szemek. Jóval ritkábban (1%-nál kevesebb esetben) szaruhártyagyulladás, kötőhártyagyulladás, szemszárazság, duzzadt szemhéjak, homályos látás, bőrkiütés.
Nagyon ritkán mellkasi fájdalmat, az angina pectoris rosszabbodását, heves szívdobogást okozhat.
Terhesség és szoptatás alatt a használata ellenjavallt.
A szemcseppben fertőtlenítőszerként gyakran benzalkónium-kloridot alkalmaznak, ami elszínezi a kontaktlencsét, ezért annak visszahelyezése előtt legalább 15 percet várni kell. Ez általában nem okoz problémát, mivel a szemcseppet lefekvés előtt szokás alkalmazni. A zöldhályog okozta látóidegfő-károsodások nagy része ui. az éjszakai alvás idején keletkezik, amikor a szemből a folyadékkiáramlás az általános vérnyomáscsökkenés miatt lecsökken.

## Hatásmechanizmusa
A latanoproszt prodrug. Eredeti formájában inaktív. A szaruhártyán átjutva az izopropil-észter enzimek hatására prosztaglandin F2α-analóggá hidralizálódik. Hatását szelektív prosztaglandin F2α-receptor agonistaként fejti ki: fokozza a csarnokvíz természetes úton történő elfolyását.

## Készítmények
Magyarországon forgalomban levő készítmények:
- LANOTAN 50 mikrogramm/ml oldatos szemcsepp
- LAPROSEP 0,05 mg/ml oldatos szemcsepp
- LATALUX 50 mikrogramm/ml oldatos szemcsepp
- LATANOPROST ACTAVIS 0,05 mg/ml oldatos szemcsepp
- LATANOPROST APOTEX 0,05 mg/ml oldatos szemcsepp
- LATAPRES 0,05 mg/ml oldatos szemcsepp
- LATEYE 0,05 mg/ml oldatos szemcsepp
- XALACOM 0,05 mg/ml + 5 mg/ml oldatos szemcsepp (timolollal kombinált szer)
- XALATAN 0,05 mg/ml oldatos szemcsepp

A nemzetközi gyógyszerkereskedelemben kapható egyéb szerek
Önállóan:
- 9P
- Gaap Ofteno
- Gaax
- Glaucostat
- Klonaprost
- Laprost
- Latanopress
- Latanoprost
- Latof
- Latsol
- Louten
- Ocuprost
- Xalatan

Timolol-maleáttal kombinációban:
- Gaax-T
- Latof-T
- Louten T
- Xalacom
- Xalcom